# PCHA 1917–18

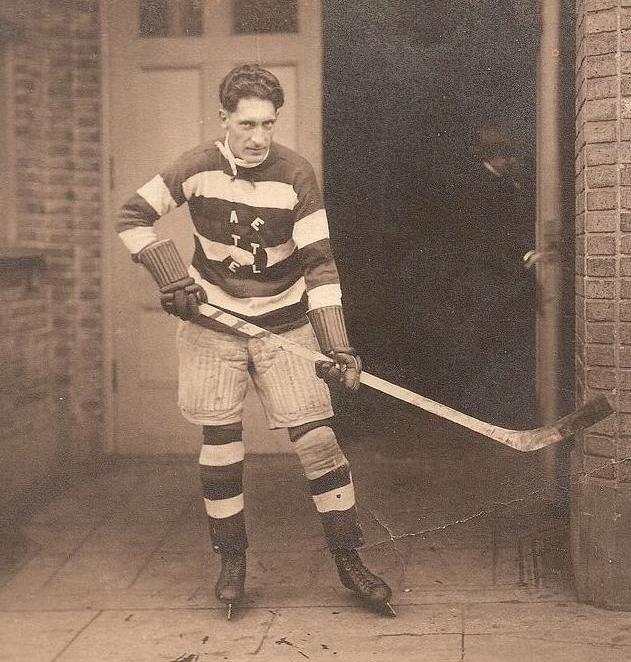
Lester Patrick med Seattle Metropolitans säsongen 1917–18.

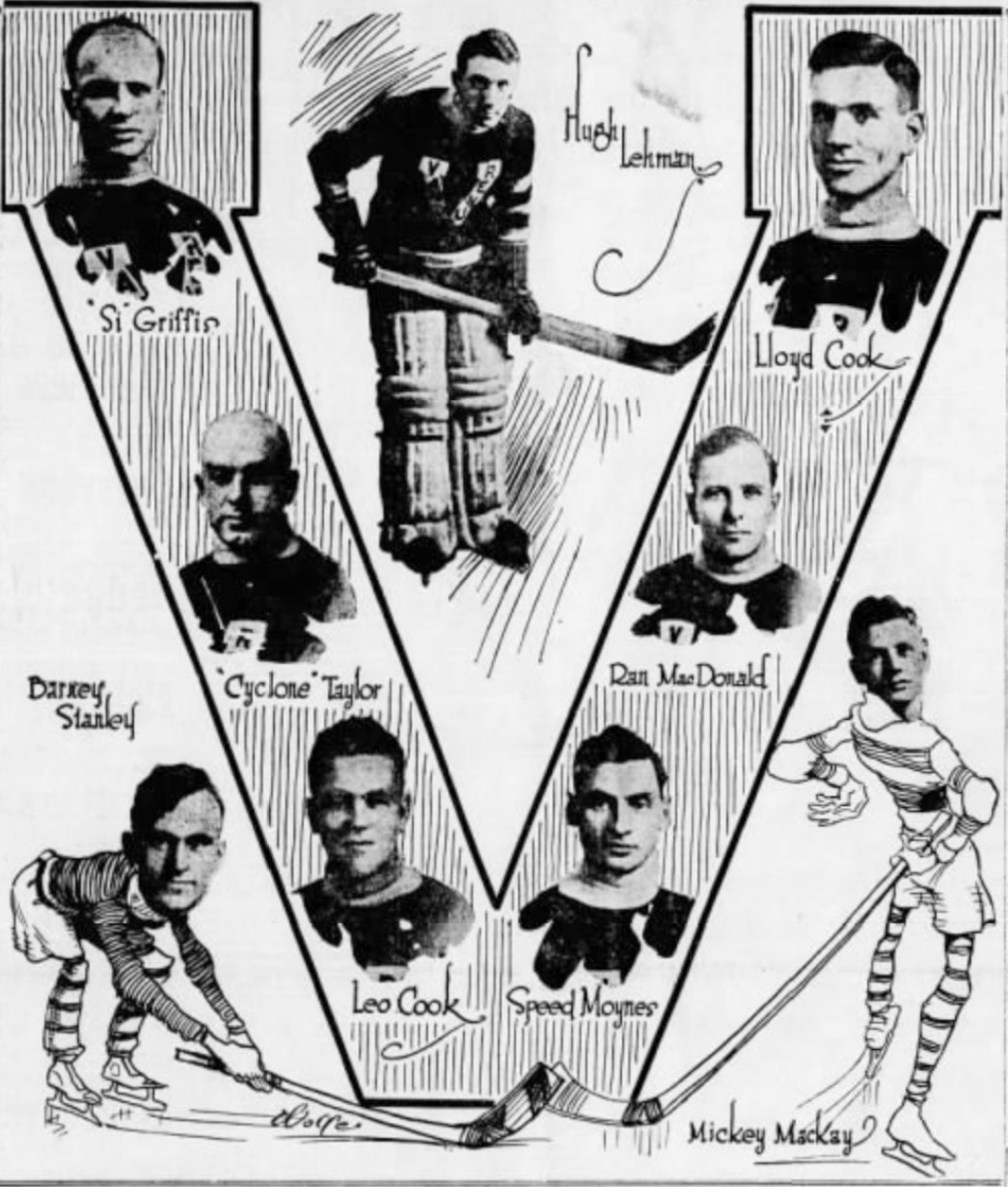
Vancouver Millionaires säsongen 1917–18.

PCHA 1917–18 var den sjunde säsongen av den professionella ishockeyligan Pacific Coast Hockey Association och spelades mellan 28 december 1917 och 8 mars 1918.

## Grundserie
PCHA-säsongen 1917–18 hade Spokane Canaries lagt ner sin verksamhet vilket betydde att ligan var tillbaka med tre lag. Cyclone Taylor vann poängligan i överlägsen stil med 43 poäng, 11 poäng före andraplacerade Bernie Morris och 20 fler än trean Gordon Roberts.
Seattle Metropolitans vann ligan med 22 inspelade poäng men förlorade ligaslutspelets dubbelmöte mot andraplacerade Vancouver Millionaires med den sammanlagda målskillnaden 3-2 efter att först ha spelat oavgjort 2-2 på bortaplan i Denman Arena och sedan förlorat hemmamötet i Seattle Ice Arena med 1-0. Vancouver Millionaires avancerade i och med segern till Stanley Cup-final där laget ställdes mot mästarna från NHL Toronto Arenas. Lagen vann varsina två matcher innan Toronto Arenas avgjorde finalserien genom att vinna den femte och avgörande matchen med 2-1. Målvakten Harry "Hap" Holmes, som den föregående säsongen vunnit Stanley Cup med Seattle Metropolitans, vaktade Torontos målbur.

### Tabell
M = Matcher, V = Vinster, F = Förluster, O = Oavgjorda, GM = Gjorda mål, IM = Insläppta mål, P = Poäng
|                        | M  | V  | F  | O | GM | IM | P  |
| ---------------------- | -- | -- | -- | - | -- | -- | -- |
| Seattle Metropolitans  | 18 | 11 | 7  | 0 | 67 | 65 | 22 |
| Vancouver Millionaires | 18 | 9  | 9  | 0 | 70 | 60 | 18 |
| Portland Rosebuds      | 18 | 7  | 11 | 0 | 63 | 75 | 14 |

### Målvaktsstatistik
M = Matcher, V = Vinster, F = Förluster, SM = Spelade minuter, IM = Insläppta mål, N = Hållna nollor, GIM = Genomsnitt insläppta mål per match
|                     | Lag       | M  | V | F  | SM   | IM | N | GIM  |
| ------------------- | --------- | -- | - | -- | ---- | -- | - | ---- |
| Hughie Lehman       | Vancouver | 18 | 9 | 9  | 1165 | 60 | 1 | 3.09 |
| Norman "Hec" Fowler | Seattle   | 18 | 9 | 9  | 1165 | 65 | 1 | 3.35 |
| Tommy Murray        | Portland  | 18 | 7 | 11 | 1132 | 75 | 0 | 3.98 |

### Poängligan
|                  | Lag       | Matcher | Mål | Assists | Poäng |
| ---------------- | --------- | ------- | --- | ------- | ----- |
| Cyclone Taylor   | Vancouver | 18      | 32  | 11      | 43    |
| Bernie Morris    | Seattle   | 18      | 20  | 12      | 32    |
| Gordon Roberts   | Seattle   | 18      | 20  | 3       | 23    |
| Eddie Oatman     | Portland  | 18      | 11  | 10      | 21    |
| Tommy Dunderdale | Portland  | 18      | 14  | 6       | 20    |
| Mickey MacKay    | Vancouver | 18      | 10  | 8       | 18    |
| Alf Barbour      | Portland  | 17      | 12  | 5       | 17    |
| Barney Stanley   | Vancouver | 18      | 11  | 6       | 17    |
| Charles Tobin    | Portland  | 18      | 13  | 3       | 16    |
| Frank Foyston    | Seattle   | 13      | 9   | 5       | 14    |
| Cully Wilson     | Seattle   | 17      | 8   | 6       | 14    |

## Slutspel
| Datum   | Bortalag               | Mål | Hemmalag               | Mål |
| ------- | ---------------------- | --- | ---------------------- | --- |
| 11 mars | Seattle Metropolitans  | 2   | Vancouver Millionaires | 2   |
| 14 mars | Vancouver Millionaires | 1   | Seattle Metropolitans  | 0   |

### Stanley Cup
| Match & Datum | Match & Datum | Vinnande lag           | Resultat | Förlorande lag         | Regler | Plats         |
| ------------- | ------------- | ---------------------- | -------- | ---------------------- | ------ | ------------- |
| 1             | 20 mars       | Toronto Arenas         | 5–3      | Vancouver Millionaires | NHL    | Arena Gardens |
| 2             | 23 mars       | Vancouver Millionaires | 6–4      | Toronto Arenas         | PCHA   | Arena Gardens |
| 3             | 26 mars       | Toronto Arenas         | 6–3      | Vancouver Millionaires | NHL    | Arena Gardens |
| 4             | 28 mars       | Vancouver Millionaires | 8–1      | Toronto Arenas         | PCHA   | Arena Gardens |
| 5             | 30 mars       | Toronto Arenas         | 2–1      | Vancouver Millionaires | NHL    | Arena Gardens |